# 小宮由紀博
小宮 由紀博（こみや ゆきひろ、1980年4月21日 - ）は、日本の男性キックボクサー。埼玉県出身。スクランブル渋谷所属。

## 来歴
2003年1月19日、第70回新空手交流大会・軽中量級（11名出場）に出場し、優勝を果たした。5月3日、第14回全日本新空手道選手権大会・K-2トーナメント軽中量級（35名出場）に出場し、3位入賞。
2003年7月21日、レグルス池袋所属としてJ-NETWORKでプロデビューし、3-0の判定勝ち。
2004年5月30日から2005年11月6日まで8連勝を記録（2005年8月21日の試合からフォルティス渋谷所属となった）。
2006年5月17日、J-NETWORKライト級王者決定戦で梶原龍児と対戦し、0-2の判定負けで王座獲得ならず。
2007年1月12日、マーシャルアーツ日本キックボクシング連盟興行で行なわれた賞金100万円争奪4人トーナメント「LIGHTNING TOURNAMENT '07」に出場。KAWASAKI、山本佑機に判定勝ちし、優勝を果たした。
2007年4月22日、新日本キックボクシング協会「TITANS NEOS」で石井宏樹と対戦し、1Rに2度のダウンを奪うも5Rに肘打ちで額をカットしTKO負け。9月16日、「TITANS NEOS 2」で石井と再戦するも、0-2の判定負け。
2007年11月9日、J-NETWORKスーパーライト級王者決定戦で寒川慶一と対戦。1Rに右肘打ちを受け左瞼をカットするも、2Rに右フックでダウンを奪った。その後、左瞼からの出血が激しくなりドクターストップによるTKO負けで王座獲得ならず。
2007年12月16日、初参戦となったR.I.S.E.で末広智明と対戦し、3-0の判定勝ち。
2008年8月10日、M-1ムエタイチャレンジでクンタップ・ウィラサクレックと対戦。延長Rにクンタップにバッティングによる減点1があり、3-0の判定勝ち。
2008年10月5日、ニュージャパンキックボクシング連盟興行でセンチャイ・ソー・キングスターと対戦。2Rに左ストレートでダウンを奪われ、0-3の判定負け。
2008年11月8日、全日本キックボクシング連盟主催のK-1ルール大会「Krush! 〜Kickboxing Destruction〜」でTATSUJIと対戦。2Rにパンチ連打でダウンを奪われ、0-3の判定負け。
2009年4月1日、J-NETWORKを退会し、フリーランスとなった。
2009年5月31日、フリーランスとしてRISE 55で太陽照明と対戦し、3-0の判定勝ち。
2009年7月26日、RISE 57で川端健司と対戦し、3-0の判定勝ち。この試合からスクランブル渋谷所属となった。
2009年10月4日・11月22日に開催されたRISE 70kg TOURNAMENT '09に出場。決勝で守屋拓郎にKO勝ちし、優勝を果たした。試合後には「世界と戦える実力をつけて、K-1のリングに上がりたい」と語った。
2010年3月27日、K-1初参戦となったK-1 WORLD MAX 2010 〜-70kg Japan Tournament〜のリザーブファイトで久保薗ルイスと対戦し、ドクターストップによるTKO勝ち。
2010年5月16日、RISE 65のメインイベントでイ・スファンと対戦し、0-3の判定負け。
2010年7月5日、K-1 WORLD MAX 2010のオープニングファイトでタヒール・メンチチと対戦し、3-0の判定勝ち。
2010年12月19日、RISE 73Rでダニロ・ザノリニと対戦し、3-0の判定勝ちを収めた。

## 戦績
| キックボクシング 戦績 | キックボクシング 戦績 | キックボクシング 戦績 | キックボクシング 戦績 | キックボクシング 戦績 | キックボクシング 戦績 | キックボクシング 戦績 |
| --------------------- | --------------------- | --------------------- | --------------------- | --------------------- | --------------------- | --------------------- |
| 40 試合               | (T)KO                 | 判定                  | その他                | 引き分け              | 無効試合              |                       |
| 30 勝                 | 8                     | 22                    | 0                     | 0                     | 0                     |                       |
| 10 敗                 | 3                     | 7                     | 0                     | 0                     | 0                     |                       |

| 勝敗 | 対戦相手                               | 試合結果                                      | 大会名 | 開催年月日     |
| ×    | 名城裕司                               | 3R終了 判定0-2                                | 谷山ジム「ビッグバン・統一への道 其の八」                                                                                  | 2012年2月25日  |
| ×    | 森田崇文                               | 4R 1:11 KO（左膝蹴り）                        | RISE 80 【第3代RISEミドル級王座決定戦】                                                                                    | 2011年7月23日  |
| ○    | ダニロ・ザノリニ                       | 3R+延長R終了 判定3-0                          | RISE 73R | 2010年12月19日 |
| ○    | タヒール・メンチチ                     | 3R終了 判定3-0                                | K-1 WORLD MAX 2010 〜-70kg World Championship Tournament FINAL16 / -63kg Japan Tournament FINAL〜 【オープニングファイト】 | 2010年7月5日   |
| ×    | イ・スファン                           | 3R+延長R終了 判定0-3                          | RISE 65 | 2010年5月16日  |
| ○    | 久保薗ルイス                           | 3R 1:43 TKO（ドクターストップ：鼻からの出血） | K-1 WORLD MAX 2010 〜-70kg Japan Tournament〜 【オープニングファイト / リザーブファイト】                                  | 2010年3月27日  |
| ○    | 守屋拓郎                               | 1R 1:51 KO（3ダウン：右ストレート）           | RISE 60【RISE 70kg TOURNAMENT '09 決勝】                                                                                   | 2009年11月22日 |
| ○    | 池井佑丞                               | 3R終了 判定2-0                                | RISE 60【RISE 70kg TOURNAMENT '09 準決勝】                                                                                 | 2009年11月22日 |
| ○    | 松本勇三                               | 3R終了 判定2-0                                | RISE 59【RISE 70kg TOURNAMENT '09 1回戦】                                                                                  | 2009年10月4日  |
| ○    | 川端健司                               | 3R終了 判定3-0                                | RISE 57 | 2009年7月26日  |
| ○    | 太陽照明                               | 3R終了 判定3-0                                | RISE 55 | 2009年5月31日  |
| ×    | TATSUJI                                | 3R終了 判定0-3                                | 全日本キックボクシング連盟「Krush! 〜Kickboxing Destruction〜」                                                            | 2008年11月8日  |
| ×    | センチャイ・ソー・キングスター         | 5R終了 判定0-3                                | ニュージャパンキックボクシング連盟「START OF NEW LEGEND XII 〜新しい伝説の始まり〜 Muay Thai Open 5」                      | 2008年10月5日  |
| ○    | クンタップ・ウィラサクレック           | 3R+延長R終了 判定3-0                          | M-1 FAIRTEX SINGHA BEER ムエタイチャレンジ Legend of Elbows 2008 〜YOD MUAY〜                                              | 2008年8月10日  |
| ○    | MASAコバヤシ                           | 2R終了時 テクニカル判定3-0                    | J-NETWORK「J-FIGHT in SHINJUKU 〜vol.4〜」                                                                                 | 2008年7月21日  |
| ○    | ツグト"忍"アマラ                       | 3R終了 判定2-0                                | J-NETWORK「Let's Kick with J 1st」                                                                                         | 2008年2月29日  |
| ○    | 末広智明                               | 3R終了 判定3-0                                | R.I.S.E. DEAD OR ALIVE TOURNAMENT '07                                                                                      | 2007年12月16日 |
| ×    | 寒川慶一                               | 4R 1:28 TKO（レフェリーストップ：左瞼カット） | J-NETWORK「Championship Tour of J Final」 【J-NETWORKスーパーライト級王者決定戦】                                          | 2007年11月9日  |
| ×    | 石井宏樹                               | 5R終了 判定0-2                                | 新日本キックボクシング協会「TITANS NEOS 2」                                                                                | 2007年9月16日  |
| ×    | 石井宏樹                               | 5R 2:17 TKO（ドクターストップ：額カット）     | 新日本キックボクシング協会「TITANS NEOS」                                                                                  | 2007年4月22日  |
| ○    | 山本佑機                               | 3R終了 判定3-0                                | マーシャルアーツ日本キックボクシング連盟「士道館新春正月興行 BREAKDOWN-1」 【LIGHTNING TOURNAMENT '07 決勝】               | 2007年1月12日  |
| ○    | KAWASAKI                               | 3R終了 判定3-0                                | マーシャルアーツ日本キックボクシング連盟「士道館新春正月興行 BREAKDOWN-1」 【LIGHTNING TOURNAMENT '07 準決勝】             | 2007年1月12日  |
| ○    | ムアンファーレッグ・ギャットウィチアン | 3R+延長R終了 判定2-1                          | J-NETWORK「MACH GO! GO! '06 〜フライ級最強決定トーナメント準決勝〜 ＆ 喧嘩火山再爆発 〜THE REMATCH 寒川×我龍〜」           | 2006年11月22日 |
| ○    | チョンプートン・ゲニワット             | 3R終了 判定3-0                                | J-NETWORK「MACH GO! GO! '06 〜フライ級最強決定トーナメント準決勝〜」                                                       | 2006年10月1日  |
| ○    | 明日華和哉                             | 1R 0:39 KO（右膝蹴り）                        | J-NETWORK「GO! GO! J-NET '06 〜STREETS of FIRE〜」                                                                         | 2006年7月25日  |
| ×    | 梶原龍児                               | 5R終了 判定0-2                                | J-NETWORK「GO! GO! J-NET '06 〜Invading the DRAGON〜」 【J-NETWORKライト級王者決定戦】                                     | 2006年5月17日  |
| ○    | ヤマダ・セイケイカン                   | 3R終了 判定3-0                                | J-NETWORK「GO! GO! J-NET '05 〜STAYING ALIVE〜」                                                                           | 2005年11月6日  |
| ○    | 山本佑機                               | 3R+延長R終了 判定3-0                          | J-NETWORK「J-FIGHT 6」 | 2005年8月21日  |
| ○    | 藤牧孝仁                               | 3R+延長R終了 判定3-0                          | 全日本キックボクシング連盟「EVOLUTION」                                                                                    | 2005年6月12日  |
| ○    | 凱斗亮羽                               | 1R終了時 TKO（ドクターストップ：右頬カット）  | 全日本キックボクシング連盟「NEVER GIVE UP」                                                                                | 2005年4月17日  |
| ○    | 村山トモキ                             | 3R終了 判定3-0                                | J-NETWORK「GO! GO! J-NET '05 -volcano-」                                                                                   | 2005年1月21日  |
| ○    | グライガンワーン・オースィーブワローイ | 3R 2:05 TKO（ドクターストップ：左瞼カット）   | J-NETWORK「J-FIGHT 2」 | 2004年10月17日 |
| ○    | 南健介                                 | 2R 1:57 TKO（ドクターストップ：カット）       | J-NETWORK「KICK SQUAD 4」                                                                                                  | 2004年7月25日  |
| ○    | 加藤啓明                               | 3R終了 判定2-0                                | J-NETWORK「KICK SQUAD 3」                                                                                                  | 2004年5月30日  |
| ×    | 島野智広                               | 3R+延長2R 判定0-3                             | J-NETWORK「Kick Squad 2」                                                                                                  | 2004年3月28日  |
| ○    | 皆川顕                                 | 3R終了 判定3-0                                | J-NETWORK「Through The Fire」                                                                                              | 2003年10月19日 |
| ○    | 山口貴                                 | 2分3R終了 判定3-0                             | J-NETWORK「duel in mid summer」                                                                                            | 2003年7月21日  |

## 獲得タイトル
- マーシャルアーツ日本キックボクシング連盟 LIGHTNING TOURNAMENT '07 優勝（2007年）
- RISE 70kg TOURNAMENT '09 優勝（2009年）